# Èurite
Èurite (grec antic: Εὐρύτη) va ser, segons la mitologia grega, una nimfa que amb Posidó va tenir un fill, Halirroti, personatge que té relació amb l'origen del nom de l'Areòpag d'Atenes.
Una altra Èurite era l'esposa de Portàon, rei de Calidó, amb el que va tenir diversos fills: Eneu, Agri, Estèrope, Alcàtous, Melas, i Leucopeu.